# Troféu Ramón de Carranza de 1990
O Troféu Ramón de Carranza de 1990 foi a trigésima sexta edição do torneio realizado anualmente pelo Cádiz na cidade de Cádis (Espanha). Nesta edição, o Atlético Mineiro ficou com o troféu.

## Participantes
- Cádiz - Anfitrião
- Atlético Mineiro
- Atlético Madrid
- Santos

## Esquema
|  | Semifinais | Semifinais       | Semifinais |  |  | Final    | Final            | Final    |
|  |            |                  |            |  |  |          |                  |          |
|  |            | Cádiz            | 1 (4)      |  |  |          |                  |          |
|  |            | Santos           | 1 (5)      |  |  |          |                  |          |
|  |            |                  |            |  |  |          | Santos           | 0        |
|  |            |                  |            |  |  |          | Atlético Mineiro | 1        |
|  |            | Atlético Madrid  | 0 (2)      |  |  |          |                  |          |
|  |            | Atlético Mineiro | 0 (4)      |  |  | 3º lugar | 3º lugar         | 3º lugar |
|  |            |                  |            |  |  |          | Cádiz            | 1 (4)    |
|  |            |                  |            |  |  |          | Atlético Madrid  | 1 (2)    |

## Jogos
Semi-finais
| 24 de agosto | Cádiz       | 1 – 1 | Santos               |  |
|              | Carmelo 85' |       | Paulinho McLaren 47' |  |

|  |       | Penalidades |
|  | 4 – 5 |             |

| 24 de agosto | Atlético Madrid | 0 – 0 | Atlético Mineiro |  |
|              |                 |       |                  |  |

|  |       | Penalidades |
|  | 2 – 4 |             |

Decisão do 3° lugar
| 25 de agosto | Cádiz     | 1 – 1 | Atlético Madrid |  |
|              | Oliva 86' |       | Manolo 40'      |  |

|  |       | Penalidades |
|  | 4 – 2 |             |

Final
| 25 de agosto | Santos | 0 – 1 | Atlético Mineiro |  |
|              |        |       | Marquinhos 50'   |  |

## Premiação
| Troféu Ramón de Carranza 1990        |
| Brasil                               |
| ------------------------------------ |
| ATLÉTICO MINEIRO Campeão (1º título) |